# تپه قصر عاصم
تپه قصر عاصم مربوط به دوران‌های تاریخی پس از اسلام است و در شهرستان فیروزآباد، شمال روستای ابراهیم‌آباد واقع شده و این اثر در تاریخ ۲ آبان ۱۳۸۲ با شمارهٔ ثبت ۱۰۵۱۵ به‌عنوان یکی از آثار ملی ایران به ثبت رسیده است.